# 湿生扁蕾
湿生扁蕾（学名：Gentianopsis paludosa）为龙胆科扁蕾属下的一个种。

## 扩展阅读
維基物種上的相關：湿生扁蕾